# Erfurt
Erfurt je glavni grad pokrajine Tiringije (Thüringen), u središnjem dijelu Njemačke. S oko 220.000 stanovnika (prosinac 2023.<ref=stat/>), najveći je grad u Tiringiji. Grad leži na rijeci Gera u sjevernom podnožju Tiringijske šume. Kulturno je središte s visokim školama i muzejima (prirodoslovni, muzej povrtlarstva i dr.)
Godine 2023., Židovsko-srednjovjekovna baština Erfurta je upisana na UNESCO-v popis mjesta svjetske baštine u Europi jer „predstavljaju život lokalne židovske zajednice i njezin suživot s kršćanskom većinom u srednjoj Europi tijekom srednjeg vijeka, između kraja 11. i sredine 14. st.”.

## Zemljopis
Erfurt je smješten u širokoj dolini rijeke Gere, u južnom dijelu Tiringijske kotline, plodnog poljoprivrednog područja između planina Harz, te sjeverno od Tiringijske šume, u sredini linije od šest najvećih tiringijskih gradova (Thüringer Städtekette), koji se protežu od Eisenacha na zapadu, preko Gothea, Erfurta, Weimara i Jene, do Gerena istoku. Zajedno s Kasselom i Göttingenom, jedan je od gradova s više od 100.000 stanovnika koji se nalazi najbliže geografskom središtu Njemačke. Erfurt se nalazi 100 km jugozapadno od Leipziga, 250 km sjeveroistočno od Frankfurta, 300 km jugozapadno od Berlina i 400 km sjeverno od Münchena.
Erfurt ima oceansku klimu koja graniči s vlažnom kontinentalnom klimom prema Köppenovoj klasifikaciji klime. Ljeta su topla i ponekad vlažna s prosječnim najvišim temperaturama od 23 °C i najnižim od 12 °C. Zime su relativno hladne s prosječnim najvišim temperaturama od 2 °C i najnižim od -3 °C.

## Povijest
Erfurt se prvi put spominje 742. godine, kada je sveti Bonifacije osnovao biskupiju. Erfurt je slobodni grad od 1255. godine. Iako grad politički nije pripadao nijednoj od tiringijskih država, brzo je postao gospodarsko središte regije i bio je član Hanzeatske lige. U srednjem vijeku grad je uživao visok stupanj autonomije i bio je ugledno trgovačko središte, a potkraj 15. stoljeća ustupa prvenstvo Leipzigu. 
Na sveučilištu osnovanom 1392. godine (zatvorenom 1816. do 1994.) 1505. god. doktorirao je i Martin Luther. Ostali poznati Erfurtovci su npr. srednjovjekovni filozof i mistik Meister Eckhart (oko 1260. – 1328.), barokni skladatelj Johann Pachelbel (1653. – 1706.) i sociolog Max Weber (1864. – 1920.).
Od 1664. godine Erfurt je bio u vlasti Mainza, kao dio Svetog Rimskog Carstva. Od 1802. godine je postao dio Kraljevine Pruske, ali je već od 1806. do 1814. bio pod francuskom upravom (kao Kneževina Erfurt). God. 1808. na kongresu u Erfurtu održan je sastanak Napoleona, Aleksandra I. i njemačkih knezova. Nakon Bečkog kongresa (1814. – 1815.) Erfurt je ponovo pruski.
Nakon Drugog svjetskog rata grad je ostao u sovjetskoj okupacijskoj zoni, koja će kasnije postati DDR. Od Ujedinjenja Njemačke, Erfurt je glavni grad pokrajine Tiringije.
Općenito, ugostiteljska industrija smatra se područjem djelovanja talijanske mafije u Njemačkoj, a Erfurt se posebno smatra „središtem” talijanske mafijaške organizacije 'Ndrangheta.

## Znamenitosti
Erfurt je  kulturno središte sa sveučilištem (osnovano 1994., djelovalo je od 1379.–1816.), visokim školama i muzejima (prirodoslovni, muzej povrtlarstva i dr.). 
Erfurtski stari grad jedno je od najbolje očuvanih srednjovjekovnih gradskih središta u Njemačkoj. Preko Gere se nalazi Trgovački most (Krämerbrücke), jedan od rijetkih sačuvanih mostova s kućama izgrađenim na njemu. 
Na erfurtskom katedralnom brdu nalazi se kompleks katoličke erfurtske katedrale (Dom St. Marien, 12. – 15. stoljeće) u kojem se nalazi najveće slobodno njišuće srednjovjekovno zvono na svijetu, te župna crkva sv. Severa (Severikirche). U gradu se nalaze i ostaci benediktinske crkve iz 16. stoljeća, u sklopu tvrđave iz 17. stoljeća, te mnoge druge srednjovjekovne crkve.
Citadela Petersberg jedna je od najvećih i najbolje očuvanih gradskih utvrda u srednjoj Europi.
Smještena u srcu Starog grada, „židovsko-srednjovjekovna baština Erfurta” (UNESCO-va svjetska baština od 2023.), obuhvaća tri spomenika: staru sinagogu (Alte Synagoge, najstarija je sinagoga u Europi iz 1094.), mikvu (iz oko 1250. god., otkrivena tek 2007.) i kamene kuće. To su iznimno dobro očuvani primjeri srednjoeuropskih židovskih građevina koje svojim konstrukcijama, arhitektonskim detaljima i programom ukrašavanja predstavljaju prilagodbu specifičnim prostornim i društvenim uvjetima grada, te suživot židovske zajednice s pretežno kršćanskim društvom tijekom urbanog razvoja Erfurta na raskrižju važnih trgovačkih putova u srednjoj Europi u srednjem vijeku.
- Erfurtska katedrala i crkva sv. Severa
- Krämerbrücke
- Kaufmannska crkva.
- Citadela Petersberg
- Stara sinagoga, najstarija u Europi.
- Zgrada Collegium maius starog Sveučilišta u Erfurtu (1392.)

## Stanovništvo
| Nacionalnost | Broj stanovnika |
| ------------ | --------------- |
| Ukrajinci    | 3.596           |
| Sirijci      | 2.315           |
| Poljaci      | 2.025           |
| Mađari       | 1.435           |
| Vijetnamci   | 1.252           |
| Talijani     | 1.143           |
| Rumunji      | 1.014           |
| Afganistanci | 955             |
| Bugari       | 943             |
| Srbi         | 737             |

Oko 1500. godine grad je imao oko 18.000 stanovnika i bio je jedan od najvećih gradova u Svetom Rimskom Carstvu. Broj stanovnika je potom više-manje stagnirao sve do 19. stoljeća. U sljedećim desetljećima Erfurt je narastao na 130.000 na početku Prvog svjetskog rata i 190.000 stanovnika 1950. godine. Maksimum je dosegnut 1988. godine s 220.000 stanovnika. 

## Promet
Željeznička mreža InterCity-Express povezuje Erfurt s Berlinom (za 1,5 h), Frankfurtom (2,5 h), Dresdenom (2 h) i Leipzigom (45 min). Godine 2017. otvorena je ICE linija i za München (2,5 h).
U teretnom prometu postoji intermodalni terminal u okrugu Vieselbach (Güterverkehrszentrum, GVZ) s vezama na željeznicu i autocestu.
Dva autoputa koja se sijeku u blizini kod Erfurter Kreuza, Bundesautobahn 4 (Frankfurt–Dresden) i Bundesautobahn 71 (Schweinfurt–Sangerhausen). Zajedno s istočnom tangentom obje autoceste tvore kružnu cestu oko grada i vode međuregionalni promet oko centra. 
Erfurtski javni prijevoz karakterizira mreža koja pokriva cijelo područje kolodvora Erfurt Stadtbahn, uspostavljena kao tramvajski sustav 1883., nadograđena na sustav lake željeznice (Stadtbahn) 1997. god. Osim toga, Erfurt upravlja autobusnim sustavom koji povezuje rijetko naseljene rubne dijelove regije s centrom grada. Oba sustava organizira SWE EVAG, prijevoznička tvrtka u vlasništvu gradske uprave.
Zračna luka Erfurt-Weimar nalazi se 3 km zapadno od centra grada. Povezana je s glavnim željezničkim kolodvorom Stadtbahnom (tramvajem). 

## Gospodarstvo
Središnji položaj Erfurta učinio ga je logističkim središtem za Njemačku i srednju Europu. 
Poznato je središte uzgoja povrtlarskih kultura i proizvodnje sjemena (međunarodne izložbe proizvoda). Erfurt je domaćin drugog najvećeg sajma u istočnoj Njemačkoj (nakon Leipziga). Razvijena je industrija (metalna, elektrotehnička i prehrambena) i metalurgija (proizvodnja preciznih i optičkih instrumenata), te tiskarstvo i konfekcija.

## Gradovi partneri
Erfurt ima partnerski odnos sa sljedećim gradovima:
| - Győr, Mađarska (1971.) - Haifa Izrael (2000.) - Kalisz Poljska (1982.) - Kati Mali (2009.) - Lille Francuska (1988.) - Lovech Bugarska (1996.) | - Mainz Njemačka (1988.) - San Miguel de Tucumán Argentina (1993.) - Shawnee, SAD (1993.) - Vilnius Litva (1972.) - Xuzhou NR Kina (2005.) |

## Vanjske poveznice
- Službena stranica grada Erfurta
- Erfurt – Srednjovjekovni šarm, bogata historija i duhovnost, furaj.ba

### Ostali projekti
|  | Zajednički poslužitelj ima još gradiva o temi Erfurt |